# Bisbat de Namur
El bisbat de Namur (francès: Diocèse de Namur; llatí: Dioecesis Namurcensis) és una seu de l'Església catòlica als Bèlgica, sufragani de l'arxidiòcesi de Malines-Brussel·les
Al 2023 comptava amb 796.228 batejats d'un total de 514.000 habitants. Actualment està regida pel bisbe Pierre Warin.

## Territori
La diòcesi de Namur és la més gran, però també la menys poblada de Bèlgica. Inclou les províncies de Namur i Luxemburg, i el seu territori inclou alguns dels llocs més bells de les Ardenes i la vall del Mosa. El caràcter relativament rural i turístic del territori és, doncs, predominant.
La seu episcopal és la ciutat de Namur, on es troba la catedral de Sant Albà. També es troben al territori diocesà el santuari diocesà de Notre-Dame-de-Foy , i les basíliques menors de Notre-Dame d'Orval, de Saint-Benoît de Maredsous, dels Sants Pere i Pau a Saint-Hubert, de Saint Materno (o Notre-Dame) a Walcourt, i de Notre-Dame au Coeur d'Or a Beauraing. La diòcesi també acull l'abadia de Chevetogne, un important centre d'estudis sobre l'ecumenisme a l'Església catòlica.
El territori diocesà s'estén per sobre de 8.105 km² i està dividit en vuit regions pastorals, trenta deganats i 727 parròquies.

## Història
Al segle xvi, per tal de contrarestar millor la Reforma protestant, així com per resoldre problemes polítics i lingüístics de llarga data, els Països Baixos i els Països Baixos del Sud van sotmetre's a una modificació substancial de la seva geografia eclesiàstica, que havia romàs inalterada des de l'època carolíngia. Amb la butlla Super universas del 12 de maig de 1559, el papa Pau IV va reorganitzar els districtes eclesiàstics de la regió i va establir catorze noves diòcesis, inclosa la diòcesi de Namur, convertida en sufragània de l'arxidiòcesi de Malines.
L'11 de març de 1561, amb la butlla Ex iniuncto nobis, el papa Pius IV va definir els límits de la nova diòcesi, va establir la subdivisió en deganats amb les seves respectives parròquies i va assignar la dotació per al manteniment del bisbe. La nova diòcesi es va obtenir en gran part del territori de la diòcesi de Lieja i, en menor mesura, d'unes quinze parròquies, de la diòcesi de Cambrai.
El primer bisbe va ser el dominic Antoine Havet, que va organitzar la nova diòcesi i va establir el seminari diocesà el 1569; l'edifici actual, que acull estudiants de teologia de les diòcesis francòfones de Bèlgica, va ser construït pel bisbe Jean Wachtendonck i inaugurat el 1656 . Durant l'episcopat de Thomas de Strickland, entre 1728 i 1732 , es va construir el nou palau episcopal, que va ser confiscat durant la Revolució Francesa i transformat en la seu de diverses administracions públiques.
El bisbe Paul de Berlo de Franc-Douaire va iniciar la reconstrucció de l'antiga catedral, construïda al segle xi, però que havia quedat massa petita per a les necessitats del culte. La col·locació de la primera pedra va tenir lloc el 24 de juny de 1751 i la solemne consagració de la nova catedral va ser celebrada el 20 de setembre de 1772 pel bisbe Ferdinand-Marie de Lobkowitz.
Inicialment sufragània de Cambrai, arran del concordat amb la butlla Qui Christi Domini del papa Pius VII del 29 de novembre de 1801 la diòcesi de Namur esdevingué sufragània de Malines. Amb la mateixa butlla papal, el territori diocesà va ser fet coincidir amb el departament francès de Sambre i Mosa , que ja no existeix avui dia.
El concordat va ser impugnat pel vicari capitular Stevens, que des d'un refugi secret va instar el clergat a desobeir. Després de l'elecció d'un bisbe francès, alguns sacerdots es van unir al voltant de Stevens i es van anomenar a si mateixos stevenistes . La dimissió del bisbe el 1803 no va canviar la situació. El cisma va durar fins al 1814.
Per un decret de la Santa Seu del 30 de juliol de 1823, tot Luxemburg, que anteriorment pertanyia a la diòcesi de Metz, va ser unit a la diòcesi . El 2 de juny de 1840 , amb la proclamació de la independència del Gran Ducat de Luxemburg, la diòcesi va cedir aquest territori a favor de l'erecció del vicariat apostòlic de Luxemburg, avui dia una arxidiòcesi.
Amb un altre decret del Vaticà del 18 de maig de 1842, que va imposar alguns intercanvis de parròquies entre les diòcesis de Namur i Lieja per fer coincidir els seus territoris amb els de les províncies civils, la diòcesi de Namur va assumir la fesomia territorial que encara conserva avui dia.
A partir de 1866 el dret d'elegir el bisbe, anteriorment privilegi del capítol catedralici , va quedar reservat al papa.
Entre 1932 i 1933 , el poble de Beauraing va ser afectat per aparicions marianes, reconegudes oficialment per la Santa Seu el 2 de febrer de 1943. La Verge de Beauraing, coneguda amb el nom de Notre-Dame au Coeur d'Or, va rebre la visita del papa Joan Pau II el 1985.
Durant la Segona Guerra Mundial, alguns sacerdots de la diòcesi es van unir a la resistència; alguns van ser executats, altres van ser condemnats a presó. Entre aquests van destacar Joseph André, reconegut com a Just entre les Nacions el 1967 , i Arthur Georges, que va morir al camp de presoners de Siegburg el 1944.

## Cronologia episcopal
- Antoine Havet, O.P. † (10 de març de 1561 - 30 de novembre de 1578 mort)
- François de Wallon-Capelle, O.F.M. † (11 de gener de 1580 - 17 de febrer de 1592 mort)
- Jean Dave † (20 de desembre de 1593 - 3 de març de 1595 mort)
- Jacques Blaes, O.F.M. † (14 d'abril de 1597 - 14 de març de 1601 nomenat bisbe de Saint-Omer)
- François Buisseret † (3 de desembre de 1601 - 9 de febrer de 1615 nomenat arquebisbe de Cambrai)
- Jean Dauvin † (16 de setembre de 1615 - 15 de setembre de 1629 mort)
- Engelbert des Bois † (18 de març de 1630 - 15 d'agost de 1651 mort)
- Jean Wachtendonck † (2 d'octubre de 1654 - 12 de març de 1668 nomenat arquebisbe de Malines)
- Ignaas-August van Grobbendonck-Schetz † (1 d'abril de 1669 - 13 de novembre de 1679 nomenat bisbe de Gant)
- Pierre van den Perre † (7 d'octubre de 1680 - 7 de setembre de 1695 mort)
- Ferdinand de Berlo de Brus † (11 de novembre de 1697 - 24 d'agost de 1725 mort)
- Thomas John Francis de Strickland de Sizorghe † (20 de gener de 1727 - 14 de gener de 1740 mort)
- Paul Godefroid de Berlo de Franc-Douaire † (5 de desembre de 1740 - 19 de gener de 1771)
- Ferdinand-Marie de Lobkowitz † (30 de març de 1772 - 20 de setembre de 1779 nomenat bisbe de Gant)
- Albert Louis de Lichtervelde † (20 de març de 1780 - 18 d'octubre de 1796 mort)
- Claude de Bexon † (25 de maig de 1802 - 15 de setembre de 1803 renuncià)
- Charles-François-Joseph Pisani de La Gaude † (28 de maig de 1804 - 23 de febrer de 1826 mort)
- Nicolas-Alexis Ondernard † (23 de juny de 1828 - 25 de març de 1831 mort)
- Jean Arnold Barret † (15 d'abril de 1833 - 31 de juliol de 1835 mort)
- Nicolas-Joseph Dehesselle † (1 de febrer de 1836 - 15 d'agost de 1865 mort)
- Victor-Auguste-Isidore Dechamps, C.SS.R. † (25 de setembre de 1865 - 20 de desembre de 1867 nomenat arquebisbe de Malines)
- Théodore-Joseph Gravez † (20 de desembre de 1867 - 16 de juliol de 1883 mort)
- Pierre-Lambert Goossens † (16 de juliol de 1883 - 24 de març de 1884 nomenat arquebisbe de Malines)
- Édouard-Joseph Belin † (27 de març de 1884 - 7 de febrer de 1892 mort)
- Jean-Baptiste Decrolière † (11 de juliol de 1892 - 5 de setembre de 1899 mort)
- Thomas Louis Heylen, O.Praem. † (23 d'octubre de 1899 - 28 d'octubre de 1941 mort)
- André Marie Charue † (12 de desembre de 1941 - 24 de juny de 1974 jubilat)
- Robert-Joseph Mathen † (24 de juny de 1974 - 7 de febrer de 1991 renuncià)
- André-Mutien Léonard (7 de febrer de 1991 - 18 de gener de 2010 nomenat arquebisbe de Malines-Brussel·les)
- Rémy Victor Vancottem (31 de maig de 2010 - 5 de juny de 2019 jubilat)
- Pierre Warin, dal 5 de juny de 2019

## Estadístiques
A finals del 2023, la diòcesi comptava amb 514.000 batejats sobre una població de 796.228 persones, equivalent al 64,6% del total.
| any  | població | població | població | sacerdots | sacerdots       | sacerdots       | sacerdots             | diàques | religiosos | religiosos | parroquies |
| ---- | -------- | -------- | -------- | --------- | --------------- | --------------- | --------------------- | ------- | ---------- | ---------- | ---------- |
| any  | batejats | total    | %        | total     | clergat secular | clergat regular | batejats por sacerdot | diàques | homes      | dones      |            |
| 1950 | 569.000  | 569.568  | 99,9     | 1.906     | 1.252           | 654             | 298                   |         | 1.202      | 3.380      | 731        |
| 1970 | 596.057  | 602.987  | 98,9     | 1.550     | 1.078           | 472             | 384                   | 1       | 919        | 2.553      | 738        |
| 1980 | 596.020  | 611.791  | 97,4     | 1.295     | 878             | 417             | 460                   | 22      | 766        | 2.055      | 742        |
| 1990 | 580.000  | 642.324  | 90,3     | 1.002     | 661             | 341             | 578                   | 36      | 666        | 1.533      | 742        |
| 1999 | 590.000  | 682.000  | 86,5     | 810       | 598             | 212             | 728                   | 53      | 402        | 872        | 742        |
| 2000 | 590.000  | 682.000  | 86,5     | 805       | 593             | 212             | 732                   | 52      | 403        | 872        | 742        |
| 2001 | 592.000  | 685.000  | 86,4     | 771       | 564             | 207             | 767                   | 51      | 394        | 857        | 732        |
| 2002 | 550.000  | 695.000  | 79,1     | 842       | 570             | 272             | 653                   | 55      | 452        | 857        | 742        |
| 2003 | 550.000  | 698.000  | 78,8     | 823       | 551             | 272             | 668                   | 57      | 452        | 921        | 742        |
| 2004 | 550.000  | 700.000  | 78,6     | 804       | 532             | 272             | 684                   | 58      | 448        | 921        | 742        |
| 2013 | 568.000  | 751.000  | 75,6     | 695       | 423             | 272             | 817                   | 66      | 446        | 536        | 743        |
| 2016 | 500.000  | 765.000  | 65,4     | 667       | 395             | 272             | 749                   | 59      | 446        | 536        | 743        |
| 2019 | 504.000  | 776.000  | 64,9     | 370       | 251             | 119             | 1.362                 | 56      | 205        | 536        | 743        |
| 2021 | 508.600  | 783.576  | 64,9     | 379       | 249             | 379             | 1.341                 | 49      | 169        | 356        | 730        |
| 2023 | 514.000  | 796.228  | 64,6     | 366       | 236             | 130             | 1.404                 | 53      | 171        | 332        | 727        |